# Клементейкинское сельское поселение
Клементейкинское се́льское поселе́ние — муниципальное образование в Альметьевском районе Татарстана Российской Федерации.
Административный центр — село Клементейкино.

## История
Статус и границы сельского поселения установлены Законом Республики Татарстан от 31 января 2005 года № 9-ЗРТ «Об установлении границ территорий и статусе муниципального образования "Альметьевский муниципальный район" и муниципальных образований в его составе».

## Население
| 2010 | 2011 | 2012 | 2013 | 2014 | 2015 | 2016 |
| ---- | ---- | ---- | ---- | ---- | ---- | ---- |
| 576  | →576 | ↘556 | ↘539 | ↘529 | ↗539 | ↘520 |
| 2017 | 2018 |      |      |      |      |      |
| ↘507 | ↘495 |      |      |      |      |      |

## Состав сельского поселения
| № | Населённый пункт | Тип населённого пункта       | Население |
| - | ---------------- | ---------------------------- | --------- |
| 1 | Багряж           | деревня                      |           |
| 2 | Клементейкино    | село, административный центр |           |
| 3 | Новая Чишма      | деревня                      |           |
| 4 | Полянка          | деревня                      |           |